# 히미코
히미코(일본어: 卑彌呼, ? ~ 248년)는 일본의 고대 국가인 야마타이국을 다스렸던 여왕이다. 봉호는 친위왜왕(親魏倭王). 그가 죽은 후 친족인 도요가 여왕으로 즉위했다. 삼국지 위지왜인전과 삼국사기 신라본기 아달라 이사금조에 기록되어 있으나 일본의 문헌에는 기록되지 않았다.

## 사서의 기술

### 『삼국지』의 비미호

#### 「위지 왜인전」의 비미호
「위지 왜인전」(魏志倭人伝)에 따르면 히미코 즉 비미호(卑弥呼)는 사마대국(邪馬台国)에 거주하며(女王之所都) 귀도(鬼道)로써 무리들을 현혹시켰다고 한다(事鬼道、能惑衆). 이 '귀도'(鬼道)나 '홀렸다'(惑)는 말의 의미에는 여러 가지 설이 있어서 정확한 내용은 알 수 없으나, 위지 왜인전에는 「으레 뼈를 태워서 갈라진 자국을 살펴 길흉을 점쳤다」(輒灼骨而卜、以占吉凶)고 하는 것처럼 점술 같은 것을 행하는 무녀(샤먼)이었을 가능성이 높다. 다만 중국 사서에는 여명기의 중국 도교(道教)에 대한 것을 귀도라 적은 사례도 있다.
일본 후쿠오카현 이토시마시의 히라바루 유적(平原遺跡)에서 야타노카가미와 같은 직경이 크고 꽃무늬가 새겨진 구리 거울 다섯 점을 비롯해서 대량의 옥이나 장신구들이 발굴된 점을 들어 일본의 고고학자 하라다 다이로쿠(原田大六)는 무덤의 피장자는 태양신을 받들던 무녀였을 것이라고 주장하였는데, 위지 왜인전에는 그것이 이토국(伊都国)의 중요한 역할로 되어 있어서 비미호는 이토국과 얽혀 있는 계통의 무녀였을 가능성이 있다.
이미 나이가 많았던 데다 남편도 없어(年已長大、無夫壻) 남동생 한 명이 그를 도왔다고 전하며(有男弟佐治國) 왕이 된 뒤에는 그를 보는 사람은 적었고(自爲王以來、少有見者) 단지 한 명의 남자만이 음식을 올리고 동시에 그의 곁에 출입을 하고 있었다(唯有男子一人、給飲食、傳辭出入). 궁실은 망루나 성책이 엄중하게 설치되어 있었고 항상 무기를 든 자들이 지키고 섰다(居處宮室・樓觀、城柵嚴設, 常有人持兵守衛).
비미호가 죽고 왜인은 직경 백여 보(이 시기 중국의 백 보는 일본의 2백 보에 해당하였다)가 되는 큰 무덤을 만들었고, 노비 백여 명을 순장하였다(卑彌呼以死、大作冢、徑百餘歩、殉葬者奴婢百餘人). 무덤의 크기를 직경으로 기록하고 있는 점에서 무덤이 원형이었거나 그와 비슷한 모양이었을 것으로 추정된다.

#### 「위서 제기」의 비미호
『삼국지』(三國志)권4 위서(魏書)4 삼소제기(三少帝紀)제4에는 정시(正始) 4년에 「겨울 12월에 왜국의 여왕 비미호가 사신을 보내 봉헌하였다」(冬十二月倭國女王俾彌呼遣使奉獻)라고 되어 있다.

## 연보

### 『삼국지』
- 시기 불명 - 왜국은 본래 남자를 왕으로 삼았는데(70~80년간) 이후 왜국이 어지러워져서 서로 싸우다가(5~6년간), 이윽고 함께 한 여자를 왕으로 삼으니 이름이 히미코였다(비미호 즉위). 귀도를 신봉하며 많은 무리를 홀렸다. 나이는 이미 고령으로 남편이 없었고 남동생이 나라의 통치를 보좌하였다.
- 경초(景初) 2년(238년) 12월 - 비미호, 처음으로 난승미(難升米) 등을 위에 사신으로 보내 조공을 바쳤다. 위에서 친위왜왕(親魏倭王)이라는 금인(金印)과 구리 거울 1백 매를 하사하였다.[1]
- 정시(正始) 원년(240년) 대방군(帯方郡)에서 위의 사자가 왜국을 방문하여 위나라 황제의 조서와 인수(印綬)를 받들어 왜왕으로 책봉되다.
- 정시 4년(243년) 12월 - 왜왕의 대부(大夫) 이성기(伊聲耆)、액사구(掖邪狗) 등 8인을 다시 사신으로 위에 파견, 액사구 등은 솔선중랑장(率善中郎将)의 인수를 받았다.
- 정시 6년(245년) 난승미에게 황당(黄幢)을 수여하다.[2]
- 정시 8년(247년) - 왜는 재사(載斯)、오월(烏越) 등을 대방군으로 보내 구노국(狗奴国)과의 전투를 보고하다. 위는 장정(張政)을 왜로 보내어 난승미에게 조서와 황당[3]을 수여하다.
- 시기 불명 - 비미호가 사망하고, 무덤을 조성하였다. 남자 왕이 섰으나 나라가 혼란에 휩싸이고 주살된 자가 1천 명이나 되었다. 비미호의 종녀(宗女)인 「일여」(壹與)의 13세에 왕으로 세워 나라 안이 마침내 진정되었다. 왜의 여왕 일여는 액사구 등 20명에게 장정을 본국으로 귀환시키도록 하였고, 액사구 등은 그대로 위의 낙양에 남녀 생구 30인과 백주(白珠) 5000개, 책대구주(青大句珠) 2개, 무늬가 기이한 잡금(雑錦) 20필을 바쳤다.

### 『후한서』(後漢書)
- 건무중원(建武中元) 2년(57년) - 왜노국(倭奴国)이 금인(金印)을 수여받았다.
- 영초(永初) 원년(107년) - 왜국왕 수승(帥升)이 안제(安帝)에게 배알을 원하였다.
- 환제(桓帝)와 영제(霊帝) 사이(146년 - 189년) - 왜국대란(倭国大乱)
- 189년 전후? - 한 사람의 여성이 있어서 이름을 비미호라 하였다. 나이가 들도록 혼인을 하지 않고 신귀도(神鬼道)를 섬겨 으레 요술을 부려 대중을 홀렸다.

### 『진서』(晋書)
- 태시(泰始) 2년(266년) - 왜의 견사(遣使)가 입공(入貢). 사마대국(邪馬台国)으로부터의 최후의 입공이다.

### 『삼국사기』(三国史記) 신라본기(新羅本紀)
- 173년 - 왜의 여왕 비미호(卑弥呼)가 신라에 사자를 보내 오다.
- 193년 - 왜인이 굶주려서 먹을 것을 구걸하러 신라까지 넘어왔다.[4]
- 208년 - 왜인이 신라를 공격하였는데 신라는 이벌찬(伊伐飡) 석이음(昔利音)을 보내어 이를 막았다.
- 232년 - 왜인이 신라를 쳐들어 와서 수도 금성(金城)을 포위하였는데, 신라왕이 몸소 출진하여 왜병을 몰아냈다. 신라는 경기병을 보내 이를 추격하였고 죽이고 잡은 왜병이 모두 1천 명이나 되었다.
- 287년 - 왜인이 신라로 쳐들어 와서 일례부(一礼部)를 습격하고 불살랐으며 신라 병사 1천 명을 포로로 잡았다.

#### 『삼국사기』 석우로전
- 233년 - 왜병이 신라의 동쪽으로부터 쳐들어 왔다. 신라의 이찬(伊飡) 석우로(昔于老)가 사도(沙道)에서 왜군과 싸웠다. 석우로는 화공의 계책을 써서 왜군의 배를 불사르고 왜병은 물에 빠져 전멸하였다.
- 249년 - 왜국 사신이 신라의 서불한(舒弗邯) 석우로를 죽였다.

다음 세 가지 중국 정사에도 관련 기사가 있으나, 모두 왜국의 역사를 개괄한다는 문맥에서의 기술로 사료로써의 가치는 낮다.
『양서』(梁書)
- 광화(光和) 연간(178년 - 184년） - 왜국의 내란. 비미호라는 한 사람의 여성을 다 함께 왕으로 세웠다.
- 정시(正始) 연간(240년 - 249년) - 비미호 사망.

『수서』(隋書)
- 환제와 영제 사이(146년 - 189년) - 왜국대란
- 189년 전후? - 비미호라는 이름의 여성이 있어 귀도를 써서 으레 대중을 미혹시켰으며 이로 해서 국인이 함께 왕으로 세웠다.

『북사』(北史)
- 광화 연간(178년 - 184년) - 왜국의 내란
- 184년 전후? - 비미호라는 이름의 여성이 있어 으레 귀도를 써서 무리를 홀렸으며, 국인이 다 함께 왕으로 세웠다.

## 기록

### 삼국지
其國本亦以男子爲王，住七八十年，倭國亂，相攻伐歷年，乃共立一女子爲王，名曰卑彌呼，事鬼道，能惑衆，年已長大，無夫婿，有男弟佐治國。自爲王以來，少有見者。以婢千人自侍，唯有男子一人給飲食，傳辭出入。居處宮室樓觀，城柵嚴設，常有人持兵守衛。— 삼국지 권 30 원문

삼국지 위지왜인전에 의하면 야마타이 국은 본래 남자를 왕으로 삼았는데, 70~80년을 지나 왜국이 어지러워져서 몇 해 동안이나 서로 싸우다가, 이윽고 함께 한 여자를 왕으로 삼으니 이름이 히미코였다. 중국 위나라 황제인 조예에게 손자인 난승미를 사신으로 보내 조공을 바쳤으며, 이 때부터 야마타이국은 위나라의 조공국이 되었다. 다음은 그를 보는 사람은 적었고, 단지 한 명의 남자만이 음식을 올리고 동시에 그의 곁에 출입을 하고 있었다. 궁전은 누각이나 성벽을 위나라 낙양성을 모델로 만들었기 때문에 어렵게 만들었다고 하였다. 그가 죽고, 왜인은 그의 무덤을 직경 백여보가 되는 큰 무덤을 만들었고, 노비 백여 명을 순장하였다.

### 삼국사기
삼국사기 신라본기에 의하면 173년 왜(倭) 여왕 히미코가 신라에 사자를 보냈다고 한다.
二十年, 夏五月, 倭女王卑彌乎, 遣使來聘. (아달라 이사금 20년(173) 여름 5월, 왜 여왕 비미호(卑彌乎)가 사신을 보내와 예방하였다.)— 삼국사기, 권 제2 신라본기 제2

## 히미코의 사망
위지왜인전에는 비미호의 죽음이 기록되어있다.
倭女王卑彌呼與狗奴國王卑彌弓呼素不和, 遣倭載斯·烏越等詣郡, 說相攻撃狀. 遣塞曹掾史張政等因齎詔書黃幢, 拜假難升米爲檄告諭之. 卑彌呼以死, 大作冢, 徑百餘步, 狥葬者奴婢百餘人.
왜의 여왕 비미호가 구노국(狗奴國)의 왕 비미궁호(卑彌弓呼)와 본디 불화하였는데, 왜의 재사(載斯), 오월(烏越) 등을 보내 군(대방군)으로 나아가게 해서 서로 치고 싸우는 모습을 설하였다. 새조연사(塞曹掾史) 장정(張政) 등을 보내어 조서와 황당을 가지고 난승미에게 맡겨 격문으로 고하게 하였다. 히미코가 사망하여, 직경 100여 보의 큰 무덤을 만들어서 노비 100여 명을 순장시켰다.— 『삼국지』, 「위지왜인전(魏志倭人傳)」

기록은 정시 8년(247년)에 야마타이국과 쿠나국(狗奴國)의 분쟁이 일어났고, 이 분쟁이 야마타이국의 사신을 통해 조위에 알려졌다는 기록이다. 히미코의 죽은 뒤에 연도의 기재는 되어 있지 않고, 그 후도 연도의 기재가 없는 채로, 1년에 걸쳐 일어났다고는 생각하기 어려운 양의 기록이 있어, 몇 년에 걸친 장기적인 기록일 가능성이 높지만, 히미코의 사망연도가 정시 8년(247년) 혹은 정시 9년(248년)인지(혹은 그 이후인지)에 대해서는 여러 가지 설이 나뉘고 있다. 또 정시 8년(247년)의 기록은 정시 원년(240년)에 제준(梯儁)을 파견한 이후 왜국에서 일어났던 사건을 보고한 것으로, 히미코의 죽음도 240년부터 246년까지 쿠나국과의 분쟁이 일어난 즈음으로 추정된다.
「以死」를 어떻게 해석하여야 할 지에 대해서도 여러 가지 설이 있다. 통설에서는 「以」에 무언가 깊은 뜻은 없다고 보아 「사망하고」 즉 「사망해서」 무덤이 조성되었다, 내지는 「곧 사망하였다」고 풀이해서 서술 직전의 「난승미가 조서와 황당을 받아 격문으로 고유하였다」(拜假難升米 爲檄告諭之)는 시점에서 히미코는 이미 사망해 있었다, 라고 해석하였다. 이 경우 히미코의 사인은 알 수 없다. 한편으로 「이에 사망하여」 즉 「그래서 죽었다」고 읽어서 이에 앞서 서술된 히미코(卑弥弓呼)와의 불화, 쿠나국과의 분쟁 또는 나시메의 고유가 죽음의 원인이 되었을 것으로 보고 있다. 때문에 쿠나국왕 히미코코에게  살해당한 것이라는 설도 있다.
천문학자 사이토 구니하루(斎藤国治)는 248년 9월 5일 아침(일본 시간 기준. 세계시로는 9월 4일)에 북부 규슈에서 개기일식이 일어났다는 계산을 얻어내고 이것이 히미코의 죽음이 관계가 있을 것으로 주장하였다. 다치바나 다카아키(橘高章)나 야스모토 비텐(安本美典)은 247년 3월 24일 저녁에도 북부 규슈에서 개기일식이 일어났음을 지적하여, 247년의 일식이 원인으로 히미코가 살해당했고, 일식이 원인이 되어 남자 국왕을 대신하여 이요가 즉위했다고 주장하였다. 이러한 설은 야마타이국 북부 규슈 소재설이나 히미코=아마테라스설과 밀접하게 연관된다(다만 서로 뗄래야 뗄 수 없는 사이는 아니다). 그러나, 현재는 어느 일식도 야마타이국의 비정지인 규슈나 기나이의 일식현상은 부분일식이며, 부분일식은 반드시 드문 현상은 아니고, 일식과 히미코의 죽음의 관련성은 의문시되고 있다.

## 히미코의 무덤
히미코가 죽었던 시기는 야요이 시대로부터 고훈 시대로 가는 시기로, 야마타이국 기나이 소재설은 하시하카 고분(箸墓古墳, 궁내청에서는 야마토토토히모모소히메노미코토(倭迹迹日百襲媛命)의 무덤이라고 한다)이 히미코의 무덤이라고 하는 설도 있다. 규슈 설은 히라바루 유적(平原遺跡)을 히미코의 무덤이라는 설이 있다.

## 만세일계와 관련된 논란
일본에서는 천황가의 혈통을 만세일계로 주장하고 있기 때문에 히미코와 그의 일족에 의한 일본 통치 기록을 삭제했다는 주장이 있다. 그 증거로 일본서기에서는 제10대 스진 천황에서부터 제16대 닌토쿠 천황까지 각각의 천황들이 모두 수십년(40년~99년)의 치세와 100살이 넘는 수명(100살~140살)을 가졌다고 기록하고 있는데 이는 히미코 일족의 120년에서 200년 이상의 통치를 삭제하고 그 공백을 메우기 위한 수단(이주갑인상)으로 행해진 것이며 당시 고대 일본의 평균수명을 기준으로 보았을 때 터무니없는 기록이라는 추측이 가능하다.